# Freycinetia hollrungii
Freycinetia hollrungii är en enhjärtbladig växtart som beskrevs av Otto Warburg. Freycinetia hollrungii ingår i släktet Freycinetia och familjen Pandanaceae. Inga underarter finns listade.